# Cultura sangoana
La cultura sangoana è una cultura paleolitica sviluppatasi in Africa orientale, probabilmente come evoluzione della precedente cultura acheuleana.
Gli utensili sangoani includono strumenti in pietra simili a quelli acheuleani e altri realizzati con ossa o corna di animali. Complessivamente, la tecnologia sangoana si avvicina abbastanza a quella musteriana europea.
L'aggettivo "sangoano" è stato coniato con riferimento alla località di Sango Bay, in Uganda, dove sono avvenuti i primi ritrovamenti di utensili di questo tipo. Reperti di epoca sangoana si trovano anche presso le cascate Kalambo, al confine fra Zambia e Tanzania.